# 魔宮帝國2
是一部1997年上映的美國奇幻武俠動作片，由約翰·R·李昂尼提執導。本片為1995年電影《魔宮帝國》的續集，「魔宮帝國電影系列」的第二部電影。主演包括仇雲波、塔麗薩·索托、布萊恩·湯普森、珊卓·海斯、林恩·「瑞德」·威廉斯、伊琳娜·潘緹娃和詹姆士·雷瑪。
《魔宮帝國2》由新線影業定於1997年11月21日在美國上映。

## 演員
- 仇雲波 飾 劉康（英语：Liu Kang）
- 塔麗薩·索托 飾 琪塔娜（英语：Kitana）
- 布萊恩·湯普森 飾 紹·可汗（英语：Shao Kahn）
- 珊卓·海斯（英语：Sandra Hess） 飾 刀鋒索尼婭（英语：Sonya Blade）
- 伊琳娜·潘緹娃（英语：Irina Pantaeva） 飾 傑德（英语：Jade (Mortal Kombat)）
- 詹姆士·雷瑪 飾 雷電（英语：Raiden (Mortal Kombat)）
- 林恩·「瑞德」·威廉斯 飾 賈克斯（英语：Jax (Mortal Kombat)）
- 穆塞塔·凡德（英语：Musetta Vander） 飾 辛黛爾（英语：Sindel）
- 瑪珍·荷登（英语：Marjean Holden） 飾 西瓦（英语：Sheeva）
- 雷納·舒納（英语：Reiner Schöne） 飾 席諾可（英语：Shinnok）
- 蓋瑞·「萊富特」·戴維斯（英语：Gary "Litefoot" Davis） 飾 夜狼（英语：Nightwolf）
- 德隆·麥比（英语：Deron McBee） 飾 茂太郎（英语：Motaro）
- 凱思·庫克（英语：Keith Cooke） 飾 絕對零度（英语：Sub-Zero (Mortal Kombat)）和蜥蜴人（英语：Reptile (Mortal Kombat)）（資料庫影像）
- 田川洋行 飾 尚宗（英语：Shang Tsung）（資料庫影像）

## 發行
《魔宮帝國2》由新線影業定於1997年11月21日在美國上映。

### 評價
爛番茄根據42條評論，獲得2%的新鮮度，平均得分2.32／10。在Metacritic上，電影獲得11分。

## 外部連結
- 互联网电影数据库（IMDb）上《魔宮帝國2》的资料（英文）
- 豆瓣电影上《魔宮帝國2》的資料 （简体中文）